# Verbascum suberiocarpum
Verbascum suberiocarpum är en flenörtsväxtart som beskrevs av Hub.-mor.. Verbascum suberiocarpum ingår i släktet kungsljus, och familjen flenörtsväxter. Inga underarter finns listade i Catalogue of Life.